# آنتون پاس
آنتون پاس (اسپانیایی: Antón Paz‎؛ زادهٔ ۸ اوت ۱۹۷۶) قایقران قایق بادبانی اهل اسپانیا بود.